# Orle Gniazdo (Ukraina)
Orle Gniazdo – dawna wieś na Ukrainie, której położenie odpowiada miejscu w obwodzie tarnopolskim, w rejonie krzemienieckim.
Orle Gniazdo powstało za II RP jako osady legionistów, w której mieszkało 10 legionistów z rodzinami. Dzieci uczęszczały do szkoły w Mołotkowie. Orle Gniazdo stanowiło jedną z 20 gromad w gminie Białozórka w powiecie krzemienieckim w województwie wołyńskim.